# Jiří Pogoda
Jiří Pogoda (* 26. září 1939 Vyškov) je český speleolog. Od roku 1971 pracoval na hvězdárně v Olomouci-Slavoníně.

## Speleologická činnost
Jiří Pogoda byl jedním z prvních, který začal s výzkumem Hranické propasti jako speleopotápěč.
Dne 11. srpna 1963 překonal jako první tehdejší dosud uváděnou hloubku 40 m. Při dalších pokusech dosáhl hloubky přes 65 m, kde změřil nejužší místo, které nazval Krk.
Při těchto ponorech nakreslil první přesnější nákres propasti v měřítku. Objevil i spojení propasti s řekou Bečvou – přímo pozoroval rozhraní dvou vod, kdy kyselka byla dole a prostá voda nahoře. Dále se mu povedlo chemicky vysvětlit změny viditelnosti v hloubkách 0,5 až 70 m.
Dne 13. dubna 1980 se mu povedlo změřit hloubku zatopené části hranické propasti na 260 m. Měření ale provedl bez povolení, beze svědků, tudíž jeho měření nebylo průkazné, navíc odmítal sdělit podrobnosti měření.
Oficiální hloubkou tak dlouho zůstávala hloubka 244,5 m (z toho 175 m pod vodou), kterou se spolupracovníky změřil 22. září 1984. Hlouběji to tehdy nebylo možné, Pogodu napadlo postavit speciální ponorné plavidlo. Nápad ale ztroskotal na značné finanční náročnosti – předpoklad zněl 300 000 Kčs (tj. asi 200 tehdejších platů) a tuto částku tehdejší instituce odmítly poskytnout.

## Ocenění
Spolu s dalšími potápěči byl oceněn Cenou města Hranice za rok 2016. Cenu převzal předseda Základní organizace 7-02 Michal Guba. Speleologové byli oceněni za systematický výzkum Hranické propasti.